# 1866 en mathématiques
Cet article présente les faits marquants de l'année 1866 en mathématiques.

## Évènements
- Le mathématicien italien Nicolò Paganini, âgé de 16 ans, communique sa découverte du couple 1184, 1210, la plus petite paire de nombres amiables[1].

## Naissances

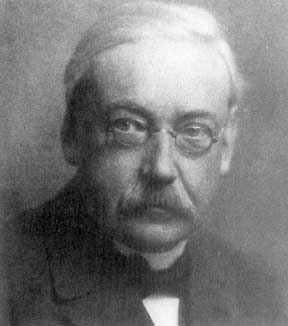
Ivar Fredholm

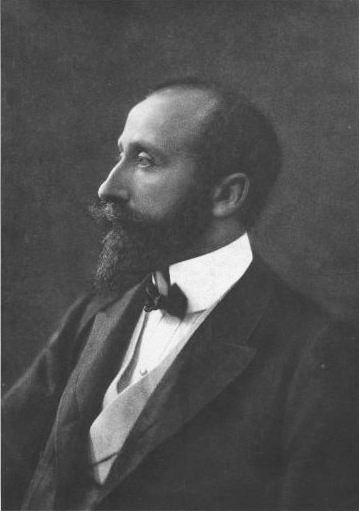
Carlo Bourlet

- 4 mars : Eugène Cosserat (mort en 1931), mathématicien et astronome français.
- 19 mars : Nanny Cedercreutz (morte en 1950), mathématicienne finlandaise.
- 7 avril : Ivar Fredholm (mort en 1927), mathématicien suédois.
- 25 avril : Carlo Bourlet (mort en 1913), mathématicien français.
- 16 juin : James Pierpont (mort en 1938), mathématicien américain.
- 3 juillet : Henry Frederick Baker (mort en 1956), mathématicien britannique.
- 31 juillet : Nicolae Coculescu (mort en 1952), mathématicien et astronome roumain.
- 13 août : 
  - Clara Latimer Bacon (morte en 1948), mathématicienne américaine.
  - Frances Hardcastle (morte en 1941), mathématicienne britannique.
- 14 août : Charles-Jean de La Vallée Poussin (mort en 1962), mathématicien belge.
- 2 septembre : William McFadden Orr (mort en 1934), mathématicien irlandais.
- 14 octobre : Johannes Tropfke (mort en 1939), mathématicien allemand.
- 11 novembre : Martha Annie Whiteley (morte en 1956), chimiste et mathématicienne britannique.
- 4 décembre : Yachita Tsuchihashi (mort en 1965), prêtre jésuite japonais, astronome, mathématicien, sinologue et lexicographe japonais.

## Décès
- 6 mars : William Whewell (né en 1794), minéralogiste et mathématicien anglais.
- 20 juillet : Bernhard Riemann (né en 1826), mathématicien allemand.
- 13 octobre : William Hopkins (né en 1793), mathématicien et géologue britannique.
- 27 novembre : Gustav Roch (né en 1839), mathématicien allemand.